# Herbert Adams (Schriftsteller)
Herbert Adams, Pseudonym Jonathan Gray (* 1874 in Dorset, South West England; † 1958) war ein englischer Schriftsteller.

## Leben
Nachdem sein erster Versuch, als Schriftsteller zu debütieren, erfolglos verlaufen war, arbeitete Adams einige Jahre in einem Maklerbüro. Später machte er sich als Immobilienmakler selbstständig. Mit fünfzig Jahren versuchte er sich 1924 nochmals als Schriftsteller und hatte mit seinem Kriminalroman The Secret of the Bogey House sofort Erfolg.

## Rezeption
Adams veröffentlichte beinahe sechzig Kriminalromane; viele unter seinem eigenen Namen, einige unter dem Pseudonym Jonathan Gray. Als begeisterter Golfspieler siedelte Adams viele seiner Erzählungen auf den Golfplätzen Großbritanniens an.
Adams schuf als wichtigen Protagonisten den „Detektiv Roger Bennion“, der die meisten seiner Fälle auf dem Green zu lösen versteht. Seine Leser – wie auch die Literaturkritik – verglichen Adams oft mit seiner Kollegin Agatha Christie.

## Werke
- Daisy und Rosemary. Kriminalroman („Mystery and Minette“). Goldmann, München 1952.
- Das Doppelleben der Miss Phoebe („Slipery Dick“). Goldmann, München 1960.
- Jill und Jack. Kriminalroman („The Bluff“). Goldmann, München 1960.
- Der Judaskuss. Kriminalroman („The Judas Kiss“). Goldmann, München 1956.
- Der Schatz von Queen's Gate. Kriminalroman („The Queen's Gate Mystery“). Goldmann, München 1955.
- Der Schlaftrunk. Kriminalroman („The Sleeping Draught“). Goldmann, München 1960.
- Die schöne Verschwörerin. Kriminalroman („Caroline Ormesby's Crime“). Goldmann, München 1954.
- Eine Tasse Tee. Kriminalroman („Word of six letters“). Goldmann, München 1951.
- Die verräterische Spur. Kriminalroman („The Damned Spot“). Goldmann, München 1959.
- Wer ist Correlan? („The Paulton Plot“). Rembrandt-Verlag, Berlin 1933.
- Death of a Viewer. 1958.